# Hoodoo (magia)
L'hoodoo è una forma di magia popolare sviluppatasi presso la popolazione afroamericana del Sud degli Stati Uniti. Esso presenta un forte carattere sincretico in quanto include elementi africani, europei e nativi americani.
Spesso i praticanti della magia hoodoo vengono definiti rootworkers, root doctors o two-headed doctors ("dottori a due teste"), sebbene il rootworking (il lavoro magico con le erbe e le radici) costituisca solo uno degli aspetti, per quanto importante, di questo sistema magico.

## Origini
Storicamente la maggior parte dei praticanti dell'hoodoo sono stati afroamericani sebbene vi siano stati esempi di importanti root doctors bianchi. L'Hoodoo nasce infatti tra gli schiavi neri degli Stati Uniti sud-orientali e la sua presenza è storicamente documentata in Alabama, Georgia, Louisiana, Arkansas, Florida, Mississippi, Carolina del Sud, Carolina del Nord, Virginia, Tennessee e Illinois. Oggi praticanti dell'hoodoo si possono trovare in tutte le aree statunitensi dove risieda una forte componente afroamericana, specialmente nelle grandi città della West Coast e del Nord Est.
L'Hoodoo non è una religione né si tratta di un sistema magico legato a una specifica tradizione religiosa e spesso i suoi praticanti appartengono dal punto di vista religioso al Cristianesimo. Gli hoodoo doctors del passato erano spesso itineranti e si spostavano di città in città offrendo le loro prestazioni; altri si fermavano in pianta stabile e aprivano negozi dedicati alla vendita della vasta gamma di prodotti utilizzati in questo sistema magico. L'hoodoo non è un sistema magico riservato ai soli iniziati e alcuni procedimenti di base e superstizioni fanno ormai parte della tradizione folklorica nei contesti socioculturali afroamericani e più in genere degli Stati Uniti meridionali.

### L'influenza della tradizione magica europea
Tra i vari sistemi magici da cui l'hoodoo ha attinto vi è anche la tradizione magica europea ed euroamericana, che ha esercitato la sua influenza sul sistema hoodoo attraverso i suoi grimori.
Possiamo ricordare in particolare il grimorio Sixth and Seventh Books of Moses, un grimorio europeo che afferma di essere basato sulla cabala ebraica sebbene abbia in realtà pochi punti di contatto con la vera dottrina cabalistica. Esso contiene un vasto numero di simboli, sigilli e passaggi in ebraico collegati alla capacità di Mosè di operare prodigi. Nonostante questo libro porti il nome di Mosè come autore, la prima copia di cui siamo a conoscenza risale alla metà dell'Ottocento. I praticanti hoodoo generalmente non seguono i rituali esposti in tale grimorio, ma fanno largo uso dei simboli e dei sigilli in esso riportati.
Un altro testo che ha esercitato una certa influenza sull'hoodoo è Pow Wows or Long Lost Friend di John George Hohman, una raccolta di incantesimi pubblicata per la prima volta nel 1820 e basato sulle pratiche di magia popolare dei pennsylvania dutch. Tale libro fu introdotto presso la comunità dei praticanti dell'hoodoo tramite i cataloghi di vendita per corrispondenza di articoli magici (una tradizione che perdura ancora oggi sia nella forma classica che attraverso il commercio online) nei primi del '900 e da allora è diventato un classico di riferimento per l'hoodoo. Gli incantesimi di Hohman sono infatti imbevuti di preghiere e di simbolismi cristiani, cosa che li rendeva assai facili da integrare nel sistema hoodoo. Inoltre il libro affermava di costituire di per sé un amuleto protettivo per chi lo portasse con sé, analogamente al concetto hoodoo della Bibbia come talismano.

## Sistema filosofico
La visione del mondo hoodoo è generalmente fortemente cristiana, con una particolare influenza dell'Antico testamento. Questo è particolarmente evidente nella fiducia nella provvidenza divina e nella "giustizia retributiva" amministrata da Dio. Nel mondo dell'Hoodoo, Dio è visto come l'hoodoo doctor per eccellenza e anche i personaggi biblici diventano degli esempi e dei maestri: la Bibbia diventa dunque una fonte di primo piano per le pratiche e gli incantesimi, oltre ad essere usata come talismano.

### Mosè
Mosè in particolare viene visto come uno dei più potenti maestri hoodoo, in virtù dei prodigi da lui compiuti in Egitto in relazione all'episodio biblico delle dodici piaghe. Questa visione di Mosè è all'origine dell'introduzione nel canone classico dei testi di riferimento dell'hoodoo dell'opera ottocentesca "Sixth and Seventh Books of Moses", una presunta raccolta di due grimori che Mosè avrebbe dettato insieme ai cinque libri della Torah.

### La Bibbia come talismano
Nell'hoodoo la Bibbia è vista, oltre che come testo sacro, anche come il più grande libro di incantesimi del mondo. Importante ad esempio è l'uso magico dei salmi biblici. La Bibbia è anche di per sé un potente talismano ed è comune portarla con sé per avere protezione o lasciarla aperta su un passaggio specifico rivolta in una data direzione per un certo numero di giorni.

## Pratiche
Lo scopo dell'hoodoo è dare accesso alle forze sovrannaturali al fine di migliorare i vari aspetti della vita quotidiana come la fortuna, il denaro, l'amore, il lavoro, la salute, la vendetta. Nell'hoodoo si fa largo uso di erbe e pietre e ingredienti tradizionali degli incantesimi sono anche frammenti di ossa animali, oggetti personali e liquidi corporei (sangue mestruale, urina e sperma). Pratiche molto diffuse nel sistema magico hoodoo sono il contatto con gli spiriti dei defunti (tra cui quelli degli antenati) e l'uso magico dei salmi biblici.
Pozioni preparate in casa e amuleti fatti a mano sono una componente tradizionale dell'hoodoo rurale dei tempi passati, ma oggi esistono varie grosse compagnie specializzate nella produzione industriale su larga scala di prodotti magici hoodoo (erbe, radici, pietre, candele, incensi, oli, detersivi magici per il pavimento, mojo bags e colonie) i quali vengono poi venduti in negozi specializzati o per corrispondenza, tramite catalogo od online.

## Hoodoo e vudù
L'hoodoo è spesso confuso con il vudù. Sebbene i due termini abbiano forse un'etimologia comune, la differenza fondamentale sta nel fatto che il vudù è una religione (che include anche pratiche magiche) mentre l'hoodoo è un sistema magico tout court. Il vudù haitiano ha una propria cosmogonia e teologia e prevede l'adorazione degli spiriti dei loa (o lwa) in una pratica che presenta un certo grado di sincretismo con il cattolicesimo e la rende una religione separata dagli originari culti africani da cui deriva. L'hoodoo, invece, non ha una propria teologia; in quanto sistema magico, è indipendente da un sistema religioso particolare, sebbene venga spesso (e tradizionalmente) praticato in un contesto cristiano.
Più labili sono i confini tra hoodoo, vudù e vudù della Louisiana (o vudù di New Orleans): quest'ultimo, infatti, sviluppatosi nella colonia francese della Louisiana presso la popolazione africana di lingua francese o creola di Louisiana, è una sorta di via di mezzo tra le due cose, prevedendo l'adorazione degli stessi loa del vudù haitiano ma ponendo, come l'hoodoo, una grossa enfasi sulla magia popolare.